# Thomas Banks
Thomas Banks RA (Lambeth, Grande Londres, 29 de dezembro de 1735 – Londres, 2 de fevereiro de 1805) foi um importante escultor inglês do século XVIII.

## Infância e juventude
Thomas era o filho mais velho de William Banks, o administrador de terras e agrimensor do 4.º Duque de Beaufort. Banks foi enviado para a escola em Ross-on-Wye, Herefordshire. Com a idade de quinze anos, foi colocado em Londres, sob a orientação de William Barlow, um entalhador, e durante sete anos serviu como seu aprendiz. Barlow morava próximo de Peter Scheemakers, um emigrante escultor flamengo, e depois de trabalhar para Barlow das 6h da manhã até às 20h, o jovem estudava com Scheemakers das 20h às 22h ou 23h. Banks foi contratado por William Kent, um arquiteto, pintor, paisagista e desenhista de interiores.
Aos vinte e três anos Banks ingressou na St Martin's Lane Academy, a precursora da Academia Real Inglesa, e entre 1763 e 1769 obteve pelo menos três medalhas e prêmios da Royal Society of Arts. Uma dessas honrarias foi concedida por um baixo-relevo da "Morte de Epaminondas" (1763) em pedra de Portland; outra para um baixo-relevo em mármore de "O Corpo Resgatado de Heitor" (1765); e uma terceira para um modelo em tamanho natural em argila de "Prometeu com o Abutre". Isso foi em 1769, o ano da primeira exposição da Academia Real, e em 1770 o nome de Banks aparece como expositor de dois desenhos de "Eneias e Anquises escapando de Troia em chamas". No mesmo ano ele obteve a medalha de ouro da Academia por um baixo-relevo do "Rapto de Proserpina". Em 1771 exibiu um querubim pendurando uma guirlanda em uma urna (em barro) e um desenho da cabeça de um modelo da Academia.

## Estudos em Roma

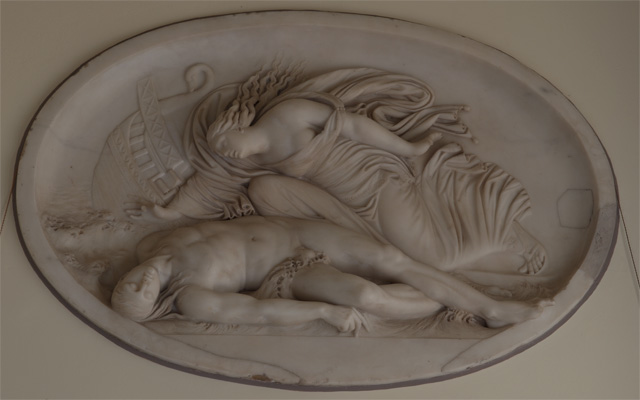
Alcíone descobrindo o Corpo de Ceix, baixo-relevo em mármore, originalmente no Parlington Hall, Aberford, removido para o Lotherton Hall pouco após 1905.

A habilidade mostrada nesses trabalhos e o "Mercúrio, Argos e Io" do ano seguinte lhe rendeu uma bolsa de estudo, e ele deixou sua casa em New Bond Street, Oxford Street, e foi para Roma, onde chegou em agosto de 1772. Ele tinha agora trinta e sete anos de idade e se casara com uma senhora de nome Wooton, co-herdeira de certos campos verdes e jardins de flores que desde então foram transformados nas ruas e praças de Mayfair. A parte de sua esposa e algum subsídio de sua mãe (seu pai tinha morrido) possibilitaram que ele prolongasse sua permanência na Itália por sete anos.
Em 1779 Banks retornou para Londres e comprou uma casa em Newman Street (nº 5), que manteve até sua morte. Durante sua ausência, ele exibiu apenas dois trabalhos na Academia Real Inglesa - um baixo-relevo em mármore de "Alcíone descobrindo o Corpo de Ceix" em 1775, e um busto em mármore de uma dama em 1778; mas os seguintes são relatados por fontes diferentes como as obras de seu período romano: um baixo-relevo da "Morte de Germânico", outro de "Tétis e suas ninfas saem do mar para consolar Aquiles pela perda de Pátroclo", provavelmente o original da bela obra em mármore doada por sua filha, Lavinia Forster, à National Gallery em 1845; "Carataco e sua família perante Cláudio", em mármore (exibido em 1780); um retrato da princesa Sofia Matilde de Gloucester como Psiquê recolhendo a lã de ouro, exibido em 1781.

## Viagem para a Rússia
Neste ano encontrando pouco incentivo na Inglaterra, foi para a Rússia levando com ele uma estátua em mármore de "Cupido atormentando uma Borboleta", que foi comprada pela imperatriz Catarina, que lhe encomendou uma estátua de si mesma e um baixo-relevo intitulado "Neutralidade Armada". Diz-se que ele executou esta e outras obras em São Petersburgo, mas talvez por não ter-se adaptado ao clima ou por descontentamento com suas perspectivas na Rússia, retornou a Londres em 1782. De 1780 a 1803 seu nome esteve ausente apenas três vezes dos catálogos da Academia Real Inglesa - em 1786, 1790 e 1801.
Em 1784 apareceu sua grande estátua em gesso de "Aquiles enfurecido pela perda de Briseis", que foi posteriormente oferecida por sua viúva para esta instituição britânica, onde ficou no vestíbulo até a mudança da galeria em 1868. Ela estava em 1885 no hall de entrada da Academia Real Inglesa na Burlington House. Neste ano (1784), Banks foi eleito um associado e no ano seguinte, um membro pleno da Academia Real. Como seu trabalho de diplomação, ele apresentou sua estátua finamente concebida do "Titã Enfraquecido". Este trabalho é suficiente para mostrar que Banks era dotado de uma imaginação incomum de natureza poética, mas havia pouco incentivo na Inglaterra para trabalhos desta ordem e, embora ele continuasse a modelá-los para seu próprio prazer, suas comissões até o fim de sua vida foram confinadas a bustos e monumentos.

## Monumentos e bustos

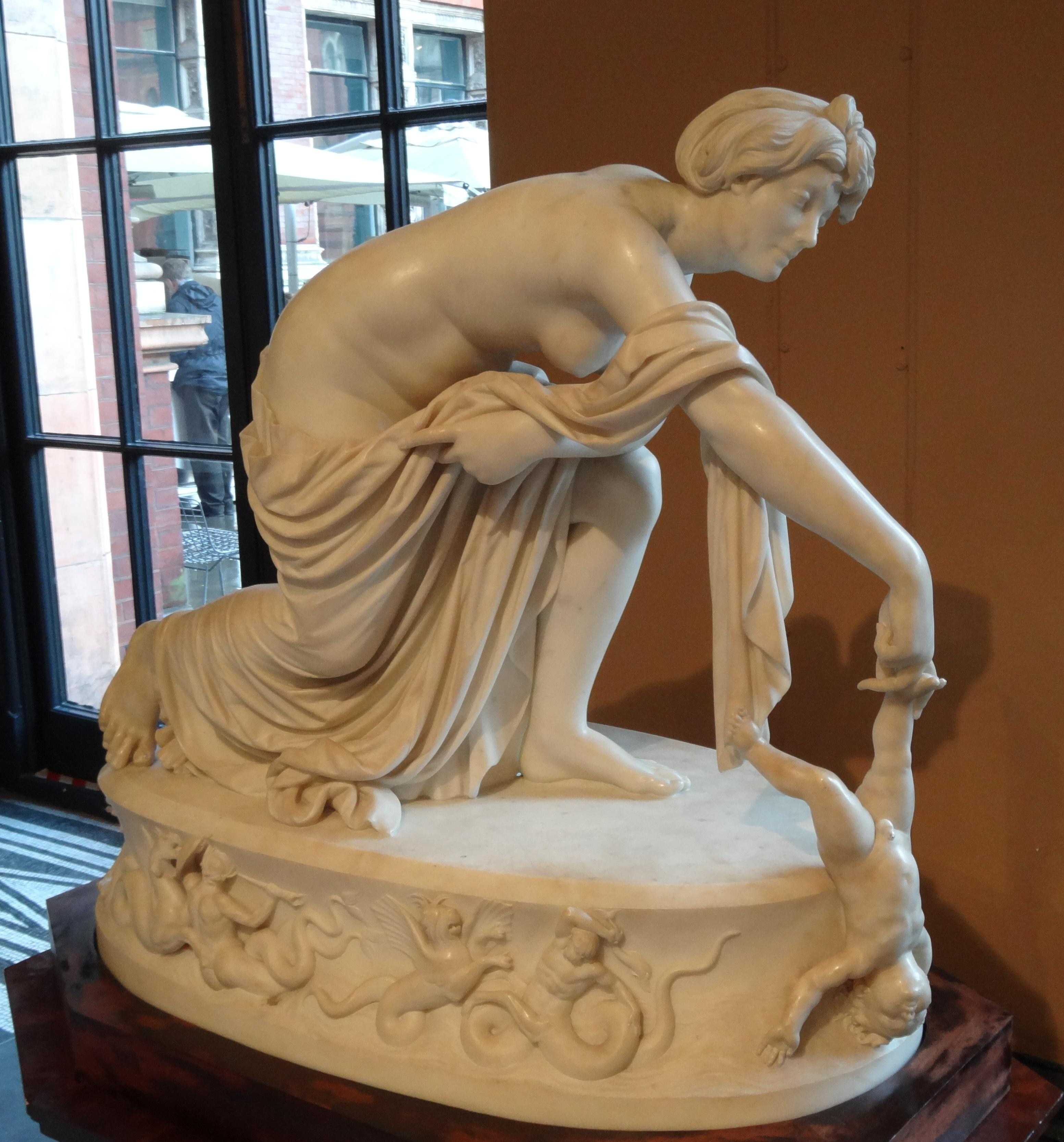
Tétis mergulhando Aquiles no rio Estige, uma estátua em mármore por Thomas Banks.

O Coronel Johnes, de Hafod em Cardiganshire, de fato o contratou para executar o "Aquiles enfurecido" em mármore, mas este amigo e patrono mudou de ideia em favor de "Tétis mergulhando Aquiles no rio Estige" com a senhora Johnes como Tétis e a senhorita Johnes como o infante herói. Muitas das obras de Banks foram queimadas em um incêndio em Hafod. Na Abadia de Westminster há monumentos de Banks para o Dr. William Woollett, o entalhador, (1791) e para Eyre Coote (1783). Na Catedral de São Paulo estão seus monumentos para os capitães John Hutt, Richard Rundle Burgess (1802) e George Blagdon Westcott (1805).
Sua estátua de "Shakespeare atendido por Pintura e Poesia", que por muito tempo adornou a fachada da Galeria Boydell Shakespeare, foi removida para New Place Gardens, em Stratford-upon-Avon. Outras obras importantes dele são o monumento a senhora Petrie na igreja de Lewisham (1795), cujo modelo, chamado "A Compaixão chora no Túmulo da Benevolência", foi exibido em 1788; e outro para Penelope Boothby na igreja de Ashbourne, Derbyshire (1793). Este último representa a figura adormecida de uma criança de seis anos, e diz-se que a rainha e suas filhas desataram a chorar ao vê-lo na Somerset House em 1793. Banks também foi o autor da estátua do Lorde Cornwallis em Madras, do general Coutts (executada para a India House) e dos monumentos para o senhor Hand, na igreja de Cripplegate e para Giuseppe Marc'Antonio Baretti, na Capela Marylebone.
Entre seus bustos podem ser citados os de John Horne Tooke, Warren Hastings (atualmente na National Portrait Gallery), senhora Cosway e senhora Siddons como Melpômene. Seu último trabalho exibido em 1803 foi um busto de Oliver Cromwell. Na Exposição Internacional de Londres (1862), além do "Titã Enfraquecido", "Aquiles enfurecido" e "Tétis e suas ninfas saem do mar para consolar Aquiles", havia uma obra chamada "Aquiles vestindo o capacete", pertencente a Edward Henry Corbould. Por ocasião de sua morte, seu ateliê estava repleto de esboços de temas poéticos, principalmente homéricos, muitos dos quais elogiados por Allan Cunningham.

## Morte
Poucos incidentes são registrados na vida de Banks. Ele era amigo de John Hoppner, John Flaxman, Johann Heinrich Füssli e John Horne Tooke, e foi preso sob a acusação de alta traição quase ao mesmo tempo que Tooke e Thomas Hardy. Dizem que sua prática sofria de suspeita de suas tendências revolucionárias. Ele era conhecido por sua bondade para com jovens artistas e tinha especial apreço pelo jovem William Mulready. Banks era religioso e rigoroso em suas maneiras frugais de hábito, mas liberal para outros. Fez uma bela coleção de gravuras e desenhos dos antigos mestres, que, após sua morte, passou para sua filha, Lavinia Forster, e desde então foram divididos entre Eduardo Poynter e senhora Lee Childe. Ele morreu em 2 de fevereiro de 1805 e foi enterrado no jardim da igreja de St Mary on Paddington Green, Maida Vale, Londres. Há uma placa simples em sua memória no corredor norte da Abadia de Westminster.